# Барбой, Юрий Михайлович
Юрий Михайлович Барбо́й (17 октября 1938, Запорожье — 31 декабря 2017, Санкт-Петербург) — российский театровед и театральный критик. Профессор, доктор искусствоведения. Заслуженный деятель искусств Российской Федерации (2008), действительный член Академии гуманитарных наук России.

## Биография
Родился 17 октября 1938 года в Запорожье. 
Окончил среднюю и музыкальную школы в Запорожье. Был преподавателем по классу фортепиано в Каменско-Днепровской музыкальной школе, затем — концертмейстером и преподавателем фортепиано в музыкальной школе №1 Запорожья.
В 1963 году Юрий Барбой окончил театроведческий факультет Ленинградского театрального института (ныне — Российский государственный институт сценических искусств); возглавлял театральный факультет Дальневосточной академии искусств. С 1967 года жил и работал в Санкт-Петербурге. Основные научные интересы — вопросы истории театра, театральной критики, социологии театра и теории драмы. В 80-х годах входил в исследовательскую группу «Социология и театр» при ленинградском отделении ВТО, которая, по свидетельству М. Дмитревской, каждый сезон издавала брошюру «с социологическим портретом каждого театра, зрителя, с тенденциями, анализом репертуара».
С 1970 по 1974 год преподавал в Ленинградском государственном институте культуры имени Н. К. Крупской, вёл там курсы по истории советского театра, кино и теории драмы. Юрий Барбой был профессором и заведующим кафедрой русского театра на театроведческом факультете РГИСИ, а также профессором факультета истории искусств Европейского университета в Санкт-Петербурге, членом бюро Правления и председателем Совета по театроведению и театральной критике Санкт-Петербургской организации Союза театральных деятелей России. Барбой был также председателем экспертного совета по драматическим театрам при Санкт-Петербургском отделении СТД, но покинул этот пост в 2011 году в знак протеста против действий номинационного совета высшей театральной премии Петербурга «Золотой софит».
На протяжении многих лет публиковался в журнале «Театр», в «Петербургском театральном журнале» и др., выступал автором статей по теории театра в научных сборниках и монографий.

## Основные публикации
- Барбой Ю.М. Теория перевоплощения и система сценического образа // Актер. Персонаж. Роль. Образ.. — Л., 1986. — С. 24—63.
- Схемортан Л. М., Барбой Ю. М. Становление молдавского советского театра: страницы истории. — Штиинца, 1986.
- Барбой Ю. М. Структура действия и современный спектакль. — Л.: ЛГИТМИК, 1988.
- Барбой Ю. М. К теории театра. — Изд-во Петербургской гос. академии театрального искусства, 2008.
- Барбой Ю. М. Система и структура спектакля // Театрон : Научный альманах Санкт-Петербургской академии театрального искусства. — 2008. — № 1.
- Барбой Ю. М., Фирсов Б. М. Театральное сознание // Театр как социологический феномен / Отв. ред. Н. А. Хренов. — СПб.: Алетейя, 2009. — (Социология и экономика искусства: научное наследие). — ISBN 978-5-91419-173-0.
- Барбой Ю. М. Что называть театром? // Новые концепции театра и их практическое воплощение на рубежах веков: Материалы научной конференции 23—24 апреля 2009 года (СТД, Петербург).. — СПб.: СПбГАТИ, 2011. — Т. 2.[12]
- Введение в театроведение / Сост. и ответств. ред. Ю. М. Барбой. — СПб.: СПбГАТИ, 2011. — 366 с. Архивировано 12 января 2018 года.